# Enchenberg
Enchenberg település Franciaországban, Moselle megyében. Lakosainak száma 1210 fő (2022. január 1.). Enchenberg Rohrbach-lès-Bitche, Bining, Lambach, Lemberg, Montbronn, Petit-Réderching, Saint-Louis-lès-Bitche és Siersthal községekkel határos.

## Népesség
A település népességének változása:
| Lakosok száma | 1277 | 1142 | 1197 | 1214 | 1272 | 1264 | 1239 | 1239 | 1218 | 1210 |
|               | 1968 | 1982 | 1990 | 2006 | 2013 | 2015 | 2017 | 2019 | 2020 | 2022 |